# Mayumbe
Mayumbe är en bergskedja längs Atlantkusten i västra Centralafrika. Den sträcker sig från södra Gabon till nordvästra Angola genom västra Kongo-Brazzaville och Kongo-Kinshasa. Topparna är mellan 500 och 900 meter höga (mont Foungouti når 930 m över havet). Kedjan består av flera parallella höjdsträckningar med 100–200 meter djupa dalar emellan, och är 25 till 60 kilometer bred.